# 사직 두산위브더제니스
사직 두산위브더제니스(영어: Sajik Doosan We've The Zenith)는 대한민국 충청북도 청주시 흥덕구 사직동에 건설된 주상복합 아파트 단지이다.
지난 2006년 착공하였으며, 2009년에 완공하여 같은 해 4월에 입주하였다. 지상 41층, 지하 3층에 124m 규모의 2개 동으로 구성되어 있으며, 청주에서는 복대동 신영 지웰시티(45층)에 이어 두 번째로 높다. 세대당 주차대수는 1.8대이고 세대 수는 총 576세대이다.

## 초등학교 통학구역
- 한벌초등학교

## 같이 보기
- 대한민국의 마천루 목록
- 충청북도의 마천루 목록
- 청주시의 마천루 목록